# آزمایشگاه ملی انرژی تجدیدپذیر
آزمایشگاه ملی انرژی تجدیدپذیر (به انگلیسی: National Renewable Energy Laboratory) مشهور به (NREL) یک مرکز علمی فدرال در ایالت کلرادو آمریکا است.
این آزمایشگاه متعلق به وزارت نیرو ایالات متحده آمریکا و در سال ۲۰۰۹ حدود ۳۳۰ میلیون دلار بودجه داشت.